# Lijst van voetbalinterlands Kirgizië - Tadzjikistan
Deze lijst van voetbalinterlands is een overzicht van alle officiële voetbalwedstrijden tussen de nationale teams van Kirgizië en Tadzjikistan. De landen hebben tot op heden veertien keer tegen elkaar gespeeld. De eerste ontmoeting, een vriendschappelijke wedstrijd, werd gespeeld in Tasjkent (Oezbekistan) op 15 april 1994. Het laatste duel, een kwalificatiewedstrijd voor de Azië Cup 2023, vond plaats op 14 juni 2022 in Bisjkek.

## Wedstrijden
| №  | Plaats    | Datum            | Competitie                          | Wedstrijd               | Uitslag |
| -- | --------- | ---------------- | ----------------------------------- | ----------------------- | ------- |
| 1  | Tasjkent  | 15 april 1994    | Vriendschappelijk                   | Tadzjikistan − Kirgizië | 1 − 0   |
| 2  | Doesjanbe | 5 augustus 1999  | Azië Cup 2000 kwalificatie          | Kirgizië − Tadzjikistan | 2 − 3   |
| 3  | Bisjkek   | 18 februari 2004 | WK 2006 kwalificatie                | Kirgizië − Tadzjikistan | 1 − 2   |
| 4  | Doesjanbe | 13 oktober 2004  | WK 2006 kwalificatie                | Tadzjikistan − Kirgizië | 2 − 1   |
| 5  | Dhaka     | 6 april 2006     | AFC Challenge Cup 2006              | Tadzjikistan − Kirgizië | 0 − 1   |
| 6  | Dhaka     | 13 april 2006    | AFC Challenge Cup 2006              | Tadzjikistan − Kirgizië | 2 − 0   |
| 7  | Malé      | 21 maart 2011    | AFC Challenge Cup 2012 kwalificatie | Tadzjikistan − Kirgizië | 1 − 0   |
| 8  | Bisjkek   | 21 maart 2013    | AFC Challenge Cup 2014 kwalificatie | Kirgizië − Tadzjikistan | 1 − 0   |
| 9  | Bisjkek   | 8 oktober 2015   | WK 2018 kwalificatie                | Kirgizië − Tadzjikistan | 2 − 2   |
| 10 | Doesjanbe | 29 maart 2016    | WK 2018 kwalificatie                | Tadzjikistan − Kirgizië | 0 − 1   |
| 11 | Doesjanbe | 5 september 2019 | WK 2022 kwalificatie                | Tadzjikistan − Kirgizië | 1 − 0   |
| 12 | Bisjkek   | 19 november 2019 | WK 2022 kwalificatie                | Kirgizië − Tadzjikistan | 1 − 1   |
| 13 | Namangan  | 29 maart 2022    | Vriendschappelijk                   | Tadzjikistan − Kirgizië | 1 − 0   |
| 14 | Bisjkek   | 14 juni 2022     | Azië Cup 2023 kwalificatie          | Kirgizië − Tadzjikistan | 0 − 0   |

## Samenvatting
| Competitie                     | Totaal gespeeld | Winst Kirgizië | Gelijk | Winst Tadzjikistan | Doelsaldo Kirgizië – Tadzjikistan |
| ------------------------------ | --------------- | -------------- | ------ | ------------------ | --------------------------------- |
| WK-kwalificatie                | 6               | 1              | 2      | 3                  | 6 − 8                             |
| Azië Cup-kwalificatie          | 2               | 0              | 1      | 1                  | 2 − 3                             |
| AFC Challenge Cup              | 2               | 1              | 0      | 1                  | 1 − 2                             |
| AFC Challenge Cup-kwalificatie | 2               | 1              | 0      | 1                  | 1 − 1                             |
| Vriendschappelijk              | 2               | 0              | 0      | 2                  | 0 − 2                             |
| Totaal                         | 14              | 3              | 3      | 8                  | 10 − 16                           |

KFU · 
A-internationals · 
Bondscoaches · 
Statistieken · 
Kirgizisch vrouwenelftal · 
Kirgizië U21 · 
Kirgizië U20 · 
Kirgizië U19 · 
Kirgizië U18 · 
Kirgizië U17
1990 – 1999 · 
2000 – 2009 · 
2010 – 2019 ·
2020 − 2029
1992 · 
1993 · 
1994 · 
1995 · 
1996 · 
1997 · 
1998 · 
1999 · 
2000 · 
2001 · 
2002 · 
2003 · 
2004 · 
2005 · 
2006 · 
2007 · 
2008 · 
2009 · 
2010 · 
2011 · 
2012 · 
2013 ·
2014 ·
2015 ·
2016 ·
2017 ·
2018 ·
2019 ·
2020 ·
2021 ·
2022 ·
2023 ·
2024
Afghanistan ·
Australië ·
Azerbeidzjan ·
Bahrein ·
Bangladesh ·
Cambodja ·
China ·
Estland ·
Filipijnen · 
India ·
Indonesië ·
Irak ·
Iran ·
Japan ·
Jemen ·
Jordanië ·
Kazachstan ·
Koeweit ·
Libanon ·
Macau ·
Malediven ·
Maleisië ·
Moldavië ·
Mongolië ·
Myanmar ·
Nepal ·
Noord-Korea ·
Oezbekistan ·
Oman ·
Pakistan ·
Palestina ·
Qatar ·
Rusland ·
Saoedi-Arabië ·
Singapore ·
Sri Lanka ·
Syrië ·
Tadzjikistan ·
Taiwan ·
Thailand ·
Turkmenistan ·
Verenigde Arabische Emiraten ·
Wit-Rusland ·
Zuid-Korea
TFF · A-internationals · Tadzjieks vrouwenelftal
1994 – 1999 ·
2000 – 2009 ·
2010 – 2019 ·
2020 − 2029
Afghanistan ·
Australië ·
Azerbeidzjan ·
Bahrein ·
Bangladesh ·
Bhutan ·
Brunei ·
Cambodja ·
China ·
Estland ·
Filipijnen ·
Guam ·
Hongkong ·
India ·
Irak ·
Iran ·
Japan ·
Jemen ·
Jordanië ·
Kazachstan ·
Kirgizië ·
Koeweit ·
Libanon ·
Macau ·
Malediven ·
Maleisië ·
Mongolië ·
Myanmar ·
Nepal ·
Noord-Korea ·
Oeganda ·
Oezbekistan ·
Oman ·
Pakistan ·
Palestina ·
Qatar ·
Rusland ·
Saoedi-Arabië ·
Singapore ·
Sri Lanka ·
Syrië ·
Thailand ·
Trinidad en Tobago ·
Turkmenistan ·
Verenigde Arabische Emiraten ·
Vietnam ·
Wit-Rusland ·
Zuid-Korea